# ميل نرس
ميل نرس (بالإنجليزية: Mel Nurse)‏ هو لاعب كرة قدم بريطاني في مركز قلب الدفاع، ولد في 11 أكتوبر 1937 في سوانزي في المملكة المتحدة. شارك مع منتخب ويلز لكرة القدم. أما مع النوادي، فقد لعب مع سوانزي سيتي وسويندون تاون ونادي ميدلزبره.